# Молохов (село)
Молохов (укр. Молохів) — село в Саранчуковской сельской общине Тернопольского района Тернопольской области Украины.
До 2020 года входило в Бережанский район.

## Географическое положение
Село Молохов находится в западной части Тернопольской области, в 1,5 км к юго-востоку от села Мечищев.
К селу примыкает лесной массив (бук, граб).

## Население
Численность населения Молохова по переписи 2001 года составляла 32 человека.